# Адонаис
„Адонаис. Елегия за смъртта на Джон Кийтс, автор на Ендимион, Хиперион и т.н.“ (на английски: Adonais: An Elegy on the Death of John Keats, Author of Endymion, Hyperion, etc.) е поема на английския поет Пърси Биш Шели, написана и издадена през 1821 година.
Пасторална елегия в 495 стиха и 55 спенсърови строфи, посветена на починалия поет Джон Кийтс, тя е смятана за едно от най-значимите и популярни произведения на автора. Самият Шели, който умира година по-късно, смята поемата за свое постижение в областта на композицията и я определя като „най-малко несъвършената“ си работа.